# Церква святого Миколая (Кліщівна)
Церква святого Миколая — напівзруйнована дерев'яна церква XVIII ст. у селі Кліщівна, Рогатинського району. Пам'ятка національного значення з 1979 року. Втратила свій початковий вигляд внаслідок незавершеної реконструкції у 2007 році.

## Історія
Миколаївську церкву в селі Кліщівна, що на Івано-Франківщині, було збудовано на початку XVIII століття — у 1709 році, хоча селяни датують її 1572 роком, зазначаючи однак, що знаходилася вона дещо у іншому місці, а згодом була спалена. Храм являв собою тризрубну одноверхову будівлю з піддашшям на випусках вінців зрубів. Внаслідок перебудови було втрачено початкове перекриття центрального зрубу, що перекритий шатровою приплюснутою верхівкою на восьмерику, поставленому на видимий ззовні четверик. Споруду розташовано на лівому березі річки на території цвинтаря. Орієнтація вівтаря на схід. В інтер'єрі — монументальний темперний живопис, що погано зберігся. Завдяки своїм мініатюрним розмірам, пропорціям та компонуванню мас церкву можна вважати унікальним витвором галицької школи народної архітектури.

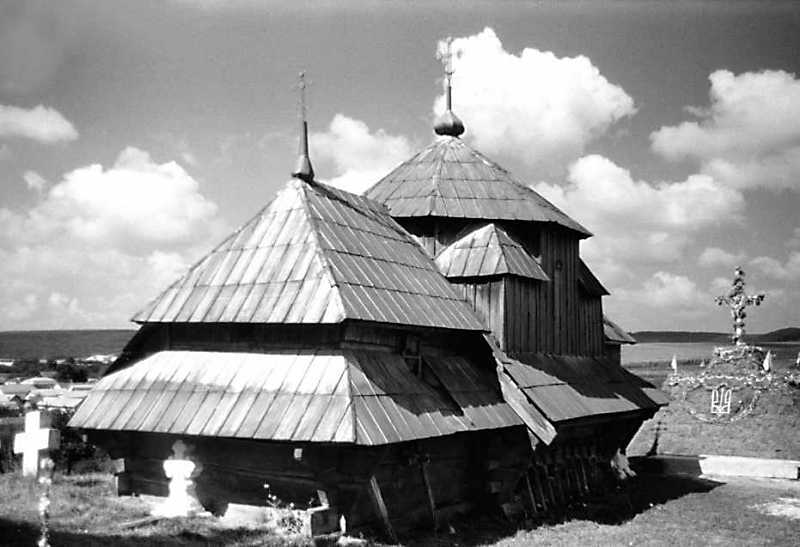
Загальний вигляд з північного сходу. 1990 рік

 З 1938 року, після освячення нового храму, відправ у церкві не було. Постановою Ради міністрів УРСР № 442 від 6 вересня 1979 року «Про доповнення списку пам'яток містобудування і архітектури УРСР, що перебувають під охороною держави» споруді присвоєно охоронний номер 1192-Н.
У 2007 році було прийнято рішення провести реконструкцію церкви. Головне управління будівництва, архітектури та житлово-комунального господарства (ГУБАЖКГ) Івано-Франківської ОДА виступило замовником на проведення реставраційних робіт і вже наприкінці 2007 року було виділено 50 тисяч гривень, за які церкву було розібрано «за день». Через недбалість реставраторів було завдано шкоди старовинним надгробним хрестім, найдавніший з яких був датований 1660 роком. До того ж, не була дотримана технологія реставрації-«протезування»: церкву розібрали без попередніх науково-дослідних робіт і без маркування; документація була виготовлена без реставраційного завдання, без розгляду та погодження у державних органах охорони культурної спадщини; проект нової церкви не відповідав вимогам РНіП 102-84 і ДБН-В.3.2-1-2004; до проекту долучено схематичні обміри (замість архітектурно-археологічних), які було виконано 1974 року в інституті Укрзахідпроектреставрація архітектором Богданом Кіндзельським.
У 2009 році реставрацію остаточно заморожено через брак коштів. Відповідно до проектно-кошторисної документації вартість реставраційних робіт станом на 2011 становила 2 млн. 519,5 тис. Для того, щоб врятувати хоча б те, що залишилося — потрібно трохи більше чотирьохсот тисяч гривень. У додатку до розпорядження Івано-Франківської обласної державної адміністрації від 10 липня 2014 року № 422 серед «Об'єктів департаменту будівництва, житлово-комунального господарства, містобудування та архітектури облдержадміністрації, що підлягають ліквідації, списанню чи витрати по яких підлягають передачі балансоутримувачам» згадується і Миколаївська церква. Балансоотримувачем визначена Кліщівнянська сільська рада. Сільський голова відзначив, що люди готові самі відбудувати храм, однак влада не дає дозвіл на проведення ремонтних робіт. Між тим стан і так напівзруйнованої пам'ятки дедалі погіршується через вплив атмосферних явищ.